# Европско првенство у уметничком клизању 2012.
Европско првенство у уметничком клизању 2012. је такмичење у уметничком клизању које организује Међународна клизачка организација. Такмичење је одржано од 23. јануара до 29. јануара 2012. у Шефилдској арени у истоименом граду у Енглеској.

## Освајачи медаља

### мушкарци
| пласман | име                | земља     | укупно поена | кратки програм | кратки програм | слободни програм | слободни програм |
| ------- | ------------------ | --------- | ------------ | -------------- | -------------- | ---------------- | ---------------- |
| 1       | Јевгениј Пљушченко | Русија    | 261,23       | 2              | 84,71          | 1                | 176,52           |
| 2       | Артур Гачински     | Русија    | 246,27       | 1              | 84,80          | 2                | 161,47           |
| 3       | Флоран Амодјо      | Француска | 234,18       | 5              | 78,48          | 3                | 155,70           |

Укупно је наступило 33 такмичара.

### жене
| пласман | име                 | земља   | укупно поена | кратки програм | кратки програм | слободни програм | слободни програм |
| ------- | ------------------- | ------- | ------------ | -------------- | -------------- | ---------------- | ---------------- |
| 1       | Каролина Костнер    | Италија | 183,55       | 1              | 63,22          | 1                | 120,33           |
| 2       | Кира Корпи          | Финска  | 166,94       | 2              | 61,80          | 4                | 105,14           |
| 3       | Елене Гедеванишвили | Грузија | 165,93       | 4              | 57,14          | 3                | 108,79           |

Укупно је наступила 41 такмичарка. Србију је представљала Марина Сех која је такмичење завршила у квалификацијама.

### парови
| пласман | име                                | земља  | укупно поена | кратки програм | кратки програм | слободни програм | слободни програм |
| ------- | ---------------------------------- | ------ | ------------ | -------------- | -------------- | ---------------- | ---------------- |
| 1       | Татјана Волосожар / Максим Трањков | Русија | 210,45       | 1              | 72,80          | 1                | 137,65           |
| 2       | Вера Базарова / Јуриј Ларионов     | Русија | 193,79       | 2              | 66,89          | 2                | 126,90           |
| 3       | Ксенија Столбова / Фјодор Климов   | Русија | 171,81       | 3              | 58,66          | 3                | 113,15           |

Укупно је наступило 19 клизачких парова. Због малог броја такмичара, квалифкације нису одржане.

### плесни парови
| пласман | име                                   | земља     | укупно поена | кратки програм | кратки програм | слободни програм | слободни програм |
| ------- | ------------------------------------- | --------- | ------------ | -------------- | -------------- | ---------------- | ---------------- |
| 1       | Натали Пешала / Фабијан Бурза         | Француска | 164,18       | 2              | 64,89          | 1                | 99,29            |
| 2       | Јекатерина Боброва / Дмитриј Соловјов | Русија    | 160,23       | 1              | 65,06          | 2                | 95,17            |
| 3       | Јелена Иљиних / Никита Кацалапов      | Русија    | 153,12       | 7              | 59,49          | 3                | 93,63            |

Укупно се такмичио 31 плесни пар.